# Vörösfarkú mókus
A vörösfarkú mókus (Sciurus granatensis) az emlősök (Mammalia) osztályának a rágcsálók (Rodentia) rendjébe, ezen belül a mókusfélék (Sciuridae) családjába tartozó faj.

## Előfordulása
Kolumbia, Costa Rica, Ecuador, Panama, Trinidad és Tobago és Venezuela területén honos.

## Alfajai
- Sciurus granatensis granatensis Humboldt, 1811
- Sciurus granatensis agricolae Hershkovitz, 1947
- Sciurus granatensis bondae J. A. Allen, 1899
- Sciurus granatensis candelensis J. A. Allen, 1914
- Sciurus granatensis carchensis Harris & Hershkovitz, 1938
- Sciurus granatensis chapmani J. A. Allen, 1899
- Sciurus granatensis chiriquensis Bangs, 1902
- Sciurus granatensis chrysuros Pucheran, 1845
- Sciurus granatensis ferminae Cabrera, 1917
- Sciurus granatensis gerrardi Gray, 1861
- Sciurus granatensis griseimembra J. A. Allen, 1914
- Sciurus granatensis griseogena Gray, 1867
- Sciurus granatensis hoffmanni Peters, 1863
- Sciurus granatensis imbaburae Harris & Hershkovitz, 1938
- Sciurus granatensis llanensis Mondolfi & Boher, 1984
- Sciurus granatensis manavi J. A. Allen, 1914
- Sciurus granatensis maracaibensis Hershkovitz, 1947
- Sciurus granatensis meridensis Thomas, 1901
- Sciurus granatensis morulus Bangs, 1900
- Sciurus granatensis nesaeus G. M. Allen, 1902
- Sciurus granatensis norosiensis Hershkovitz, 1947
- Sciurus granatensis perijae Hershkovitz, 1947
- Sciurus granatensis quindianus J. A. Allen, 1914
- Sciurus granatensis saltuensis Bangs, 1898
- Sciurus granatensis soederstroemi Stone, 1914
- Sciurus granatensis splendidus Gray, 1842
- Sciurus granatensis sumaco Cabrera, 1917
- Sciurus granatensis tarrae Hershkovitz, 1947
- Sciurus granatensis valdiviae J. A. Allen, 1915
- Sciurus granatensis variabilis I. Geoffroy St. Hilaire, 1832
- Sciurus granatensis versicolor Thomas, 1900
- Sciurus granatensis zuliae Osgood, 1910